# Dune di Massenzatica
Dune di Massenzatica este o arie protejată (arie specială de conservare — SAC, sit de importanță comunitară — SCI, arie de protecție specială avifaunistică — SPA) din Italia întinsă pe o suprafață de 52 ha, integral pe uscat.

## Localizare
Centrul sitului Dune di Massenzatica este situat la coordonatele 44°53′54″N 12°09′52″E / 44.898333°N 12.164444°E.

## Înființare
Situl Dune di Massenzatica a fost declarat sit de importanță comunitară în iunie 1995 pentru a proteja 13 specii de animale. Alte tipuri de protecție:
- arie de protecție specială avifaunistică (în august 1999)[3]
- arie specială de conservare (în martie 2019)[2][4][5]

## Biodiversitate
Situată în ecoregiunea continentală, aria protejată conține 3 habitate naturale: Dune de coastă fixe cu vegetație erbacee („dune gri”), Dune cu vegetație ierboasă Malcolmietalia, Pajiști uscate europene.
La baza desemnării sitului se află mai multe specii protejate:
- păsări (12): cuc (Cuculus canorus), Hippolais polyglotta, sfrâncioc roșiatic (Lanius collurio), sfrânciocul cu frunte neagră (Lanius minor), privighetoare (Luscinia megarhynchos), prigoare (Merops apiaster), muscar sur (Muscicapa striata), grangur (Oriolus oriolus), viespar (Pernis apivorus), turturică (Streptopelia turtur), silvie de câmp (Sylvia communis), pupăză (Upupa epops)
- nevertebrate (1): fluturele purpuriu (Lycaena dispar)

Pe lângă speciile protejate, pe teritoriul sitului au mai fost identificate 5 specii de plante, 1 specie de amfibieni, 2 specii de mamifere, 2 specii de nevertebrate, 1 specie de reptile.